# Манда (город, Бангладеш)
Манда (бенг. মান্দা, англ. Manda) — город на северо-западе Бангладеш, административный центр одноимённого подокруга. Площадь города равна 1,5 км². По данным переписи 2001 года, в городе проживало 1442 человека, из которых мужчины составляли 51,8 %, женщины — соответственно 48,2 %. Плотность населения равнялась 961 чел. на 1 км². Уровень грамотности населения составлял 32 % (при среднем по Бангладеш показателе 43,1 %).